# GQ (tidning)
För andra betydelser, se GQ.
GQ, tidigare Gentlemen's Quarterly, är en amerikansk internationell månatlig herrtidning baserad i New York och grundad 1931. Publikationen fokuserar på mode, stil och kultur för män, men även artiklar om mat, filmer, fitness, sex, musik, resor, kändisar, sport och teknik.

## Historia
Gentlemen's Quarterly lanserades 1931 i USA som Apparel Arts. Det var en herrmodetidning för klädhandeln, riktad främst till grossister och återförsäljare. Inledningsvis hade den en mycket begränsad upplaga och riktade sig enbart till industrin, för att den skulle kunna ge råd till sina kunder. Tidningens popularitet ökade bland detaljhandelskunder, som läste den hos sina återförsäljare, och sporrade med tiden till skapandet av tidningen Esquire (1933).
Apparel Arts togs bort 1958, och namnet Gentlemen's Quarterly etablerades. Gentlemen's Quarterly döptes 1967 om till GQ, och utgivningstakten ökades 1970 från kvartalsutgivning till månadstidning. 1979 köpte Condé Nast publikationen, och redaktören Art Cooper ändrade tidningens kurs, introducerade artiklar bortom mode och etablerade GQ som en allmän herrtidning i konkurrens med Esquire.
Därefter lanserades internationella utgåvor med regionala anpassningar, och i februari 2003 Jim Nelson utsågs till chefredaktör för GQ. Under Nelsons tid arbetade han även som författare och redaktör för flera modemagasin, och tidningen blev mer orienterad mot yngre läsare och den som föredrar en mer avslappnad stil. 
Den 19 april 2018 publicerade redaktionen för GQ en artikel med titeln "21 böcker du inte behöver läsa", där redaktörerna sammanställde en lista över verk som de tyckte var överskattade och överflödiga. Bland dessa lista verk fanns Räddaren i nöden, Alkemisten, Farväl till vapnen, Den gamle och havet, Sagan om ringen och Moment 22. GQ:s granskning hade även kritik av Bibeln, som kallades repetitiv, självmotsägande, för känslosam och dåraktig. Artikeln skapade en enorm motreaktion bland internetkommentatorer.  
GQ har varit förknippad med metrosexualitet, och påminner om tidningar som The Face, Esquire, Arena och FHM.  Författaren Mark Simpson myntade termen metrosexualitet i en artikel för den brittiska tidningen The Independent. Amerikanska GQ utsåg 1996 för första gången "Årets män", i ett specialnummer av tidningen, detta har sedan följts av GQ UK, GQ India, GQ España och GQ Australia. 
GQ hade år 2016 en genomsnittlig världsomspännande betald upplaga på 944 549. 